# Ochropleura geochroides
Ochropleura geochroides là một loài bướm đêm trong họ Noctuidae.